# اوگو فانگارجی
اوگو فانگارجی (ایتالیایی: Ugo Fangareggi؛ ‏ ۳۰ ژانویهٔ ۱۹۳۸ – ۲۰ اکتبر ۲۰۱۷) بازیگر اهل ایتالیا بود.
از فیلم‌ها یا برنامه‌های تلویزیونی که وی در آن نقش داشته‌است، می‌توان به محافظ شخصی، پیرینو، آفتی برای رهایی، ریتا پشه، مینو، و کشتی به راهش ادامه می‌دهد، آن شب در وارن، دلیلی برای زندگی، دلیلی برای مرگ، گربه نه‌دم، ارتش برانکالئونه، شیطان عاشق، زمان سخت شاهزادگان، نامزد، آخرین اسلحه، گنجینه سان جنارو و ساخت ایتالیا اشاره کرد.